# U.C.C. 2019-2020
Questa voce raccoglie le informazioni riguardanti l'U.C.C., nella sua quarta stagione con il nome di Assigeco Piacenza, nelle competizioni ufficiali della stagione 2019-2020.

## Stagione
La stagione 2019-2020 dell'U.C.C. sponsorizzata Assigeco, è l'8ª nella seconda serie italiana, la Serie A2. La stagione è stata sospesa dopo la 24ª giornata e successivamente dichiarata conclusa il 7 aprile del 2020, a causa dell'emergenza legata alla diffusione del COVID-19.

## Organigramma societario
Aggiornato all'8 settembre 2019.
- Presidente: Franco Curioni
- Vice Presidente: Luigi Stecconi, Silvia Bellelli[6]
- Direttore Sportivo: Andrea Bausano[7]
- Team Manager: Alessandro Pagani
- Responsabile Marketing e Comunicazione: Andrea Agazzani, Paolo Cattivelli[8]
- Coordinatore Generale: Vittorio Boselli
- Consiglieri: Stefano Curioni, Vittorio Boselli, Massimiliano Franzoni[9]
- Resp. Settore Giovanile: Massimiliano Giannoni[10]
- Resp. Tecnico Minibasket e Settore Femminile: Marco Merli[11]
- Segreteria: Mariangela Legranzini
- Resp. Statistiche Lega: Davide Dosio, Eugenio Livraghi

- Allenatore: Alberto Martelossi
- Assistenti: Andrea Locardi, Danilo Quaglia
- Preparatore Atletico: Mattia Raimondi, Carlo Alberto Naldini
- Medico: Gianluca Concardi
- Fisioterapista: Matteo Anelli, Benedetta Libori

## Roster
Aggiornato all'11 febbraio 2020.
| Assigeco Piacenza 2019-20 | Assigeco Piacenza 2019-20 |
| Giocatori                 | Staff tecnico             |
| ------------------------- | ------------------------- |

| N. | Naz.                                        | Ruolo | Nome                   | Anno | Alt.   | Peso   |  |
| -- | ------------------------------------------- | ----- | ---------------------- | ---- | ------ | ------ |  |
| 1  | Italia (bandiera)                           | A     | Massimiliano Ferraro   | 1998 | 198 cm | 90 kg  |  |
| 2  | Italia (bandiera)                           | P     | Fabio Montanari        | 2001 | 186 cm | 80 kg  |  |
| 3  | Stati Uniti (bandiera)                      | PG    | Jazzmarr Ferguson      | 1989 | 185 cm | 84 kg  |  |
| 4  | Italia (bandiera)                           | P     | Cristiano Faragalli    | 2000 | 180 cm | 75 kg  |  |
| 6  | Stati Uniti (bandiera) · Nigeria (bandiera) | C     | Andy Ogide             | 1987 | 205 cm | 106 kg |  |
| 8  | Italia (bandiera)                           | AG    | Lorenzo Molinaro       | 1992 | 204 cm | 102 kg |  |
| 9  | Italia (bandiera)                           | P     | Eugenio Rota           | 1999 | 178 cm | 70 kg  |  |
| 11 | Italia (bandiera)                           | G     | Giovanni Gasparin      | 1991 | 190 cm | 90 kg  |  |
| 12 | Italia (bandiera)                           | AG    | Marco Ammannato        | 1988 | 203 cm | 104 kg |  |
| 14 | Italia (bandiera)                           | GA    | Matteo Piccoli         | 1995 | 195 cm | 91 kg  |  |
| 15 | Italia (bandiera) · Nigeria (bandiera)      | AG    | Francesco Ihedioha (C) | 1986 | 196 cm | 96 kg  |  |
| 21 | Italia (bandiera)                           | AP    | Lorenzo Turini         | 1998 | 193 cm | 77 kg  |  |
| 25 | Italia (bandiera)                           | AC    | Lorenzo Cremaschi      | 2001 | 205 cm |        |  |
| 33 | Italia (bandiera)                           | AP    | Marco Santiangeli      | 1991 | 192 cm | 95 kg  |  |
| 55 | Stati Uniti (bandiera) · Irlanda (bandiera) | AG    | Mike Hall              | 1984 | 204 cm | 102 kg |  |
| 77 | Croazia (bandiera)                          | GA    | Stipe Jelic            | 2002 | 198 cm | 92 kg  |  |

| Allenatore                                                                                    |
| - Alberto Martelossi                                                                          |
| Assistente/i                                                                                  |
| - Andrea Locardi - Danilo Quaglia Legenda - (C) Capitano - (IN) Inattivo - Infortunato Roster |

## Mercato

### Sessione estiva
| Acquisti | Acquisti          | Acquisti            | Acquisti   | Acquisti |
| R.       | Nome              | da                  | Modalità   |          |
| -------- | ----------------- | ------------------- | ---------- | -------- |
| G        | Giovanni Gasparin | Benedetto XIV Cento | definitivo |          |
| AG       | Lorenzo Molinaro  | Kleb Ferrara        | definitivo |          |
| AP       | Marco Santiangeli | Virtus Roma         | definitivo |          |
| P        | Eugenio Rota      | Sangiorgese Basket  | definitivo |          |
| PG       | Jazzmarr Ferguson | Scaligera Verona    | definitivo |          |
| C        | Lorenzo Cremaschi | Derthona Basket     | definitivo |          |

| Cessioni | Cessioni          | Cessioni          | Cessioni       | Cessioni |
| R.       | Nome              | a                 | Modalità       |          |
| -------- | ----------------- | ----------------- | -------------- | -------- |
| P        | Stefano Bossi     | G.M. OrziBasket   | fine contratto |          |
| AG       | Modou Diouf       | Pall. Bernareggio | fine contratto |          |
| P        | Michele Antelli   | San Severo        | fine contratto |          |
| GA       | Matteo Formenti   | Derthona Basket   | fine contratto |          |
| G        | Toure' Murry      | Benfica           | fine contratto |          |
| P        | Gherardo Sabatini | Urania Milano     | fine contratto |          |
| C        | Nikolaj Vangelov  | Free agent        | fine contratto |          |

### Dopo l'inizio della stagione
| Acquisti | Acquisti             | Acquisti        | Acquisti        | Acquisti   |
| R.       | Nome                 | da              | Data            | Modalità   |
| -------- | -------------------- | --------------- | --------------- | ---------- |
| AG       | Mike Hall            | Free agent      | 26 ottobre 2019 | gettone    |
| A        | Massimiliano Ferraro | G.M. OrziBasket | 7 dicembre 2019 | definitivo |
| AG       | Marco Ammannato      | Scafati Basket  | 23 gennaio 2020 | definitivo |

| Acquisti | Acquisti            | Acquisti      | Acquisti        | Acquisti                |
| R.       | Nome                | da            | Data            | Modalità                |
| -------- | ------------------- | ------------- | --------------- | ----------------------- |
| AP       | Lorenzo Turini      | Basket Cecina | 7 dicembre 2019 | rescissione consensuale |
| C        | Andy Ogide          | San Severo    | 10 gennaio 2020 | rescissione consensuale |
| P        | Cristiano Faragalli | Lumezzane     | 8 febbraio 2020 | rescissione consensuale |

## Risultati

### Supercoppa LNP
| Arbitri: | Terranova (Ferrara) Saraceni (Zola Predosa) Bonotto (Ravenna) |

|                                                     |            |                                               |
| Morse 15 Fultz, Masciadri, Valentini 12 Baldasso 11 | Punti      | 16 Santiangeli 14 Ogide, Gasparin 11 Ferguson |
| Fultz, Bowers 4                                     | Assist     | 2 Gasparin, Ferguson                          |
| Fultz, Morse, Valentini 4                           | Rimbalzi   | 6 Molinaro, Ogide, Piccoli                    |
| Emanuele Di Paolantonio                             | Allenatori | Gabriele Ceccarelli                           |

| Arbitri: | Radaelli (Rho) Valzani (Martina Franca) Puccini (Genova) |

|                                  |            |                                        |
| Ogide 23 Ferguson 21 Gasparin 17 | Punti      | 33 Thomas 14 Potts, Chiumenti 8 Marino |
| Gasparin, Santiangeli 4          | Assist     | 8 Marino                               |
| Ogide 8                          | Rimbalzi   | 9 Chiumenti                            |
| Gabriele Ceccarelli              | Allenatori | Massimo Cancellieri                    |

| Arbitri: | Ursi (Livorno) Perocco (Ponzano Veneto) Miniati (Figline Valdarno) |

|                                                 |            |                                            |
| Benvenuti 12 Watson, Marini 11 Bruttini, Rush 9 | Punti      | 12 Ogide, Piccoli 9 Santiangeli 8 Molinaro |
| Watson 4                                        | Assist     | 4 Ferguson                                 |
| Bruttini, Rush 7                                | Rimbalzi   | 6 Molinaro                                 |
| Sandro Dell'Agnello                             | Allenatori | Gabriele Ceccarelli                        |

### Serie A2

#### Regular season

##### Girone di andata
| Arbitri: | Gagno (Spresiano) Yang Yao (Vigasio) Bonfante (Lonigo) |

|                                    |            |                                  |
| Santiangeli 19 Ferguson 11 Ogide 9 | Punti      | 20 Clarke 15 Ghersetti 14 Lawson |
| Ferguson 7                         | Assist     | 8 Clarke                         |
| Gasparin 8                         | Rimbalzi   | 10 Lawson                        |
| Gabriele Ceccarelli                | Allenatori | Alessandro Finelli               |

| Arbitri: | Ursi (Livorno) Martellosio (Buccinasco) Marzulli (Pontedera) |

|                                         |            |                                        |
| Thomas 34 Thompson 12 Bonacini, Cucci 8 | Punti      | 30 Ferguson 15 Santiangeli 10 Gasparin |
| Bonacini 5                              | Assist     | 5 Ferguson                             |
| Thompson 18                             | Rimbalzi   | 5 Ferguson, Ihedioha                   |
| Franco Ciani                            | Allenatori | Gabriele Ceccarelli                    |

| Arbitri: | Cappello (Porto Empedocle) Valzani (Milano) Tarascio (Priolo Gargallo) |

|                              |            |                                      |
| Rota 20 Turini 11 Ihedioha 9 | Punti      | 23 Giuri 20 Allen 13 Cusin, Carlson  |
| Gasparin, Ferguson 3         | Assist     | 3 Giuri, Paci, Turel, Allen, Carlson |
| Santiangeli 6                | Rimbalzi   | 5 Giuri, Paci, Hassan                |
| Gabriele Ceccarelli          | Allenatori | Ferdinando Gentile                   |

| Arbitri: | Bartoli (Trieste) Raimondo (Scicli) Grazia (Bergamo) |

|                                 |            |                                    |
| Bowers 24 Morse 21 Masciadri 14 | Punti      | 18 Ferguson 17 Hall 15 Santiangeli |
| Fultz, Bowers 5                 | Assist     | 3 Gasparin, Santiangeli            |
| Bowers 8                        | Rimbalzi   | 7 Hall                             |
| Emanuele Di Paolantonio         | Allenatori | Gabriele Ceccarelli                |

| Arbitri: | Moretti (Marsciano) Gonella (Genova) Giovannetti (Rivoli) |

|                                 |            |                                 |
| Ferguson 23 Hall 12 Gasparin 11 | Punti      | 19 Potts 18 Thomas 14 Chiumenti |
| Hall 5                          | Assist     | 9 Marino                        |
| Hall 13                         | Rimbalzi   | 9 Treier                        |
| Gabriele Ceccarelli             | Allenatori | Massimo Cancellieri             |

| Arbitri: | Beneduce (Caserta) Puccini (Genova) Lupelli (Aprilia) |

|                                   |            |                                  |
| Ferguson 22 Hall 21 Santiangeli 8 | Punti      | 17 Mekowulu 15 Smith 11 Parrillo |
| Ferguson 4                        | Assist     | 9 Bossi                          |
| Hall, Piccoli 10                  | Rimbalzi   | 13 Mekowulu                      |
| Gabriele Ceccarelli               | Allenatori | Stefano Salieri                  |

| Arbitri: | Wassermann (Trieste) Salustri (Roma) Praticò (Reggio Calabria) |

|                                 |            |                                        |
| Love 15 Candussi 12 Rosselli 11 | Punti      | 20 Ferguson 19 Santiangeli 13 Gasparin |
| Love 6                          | Assist     | 4 Ferguson, Santiangeli                |
| Rosselli 8                      | Rimbalzi   | 12 Hall                                |
| Luca Dalmonte                   | Allenatori | Gabriele Ceccarelli                    |

| Arbitri: | D'Amato (Tivoli) Longobucco (Ciampino) Bonotto (Ravenna) |

|                                    |            |                                     |
| Ferguson 26 Santiangeli 23 Hall 19 | Punti      | 18 Panni 14 Campbell 13 Baldassarre |
| Ferguson 3                         | Assist     | 8 Vencato                           |
| Hall 10                            | Rimbalzi   | 10 Baldassarre                      |
| Gabriele Ceccarelli                | Allenatori | Spiro Leka                          |

| Arbitri: | Masi (Firenze) Catani (Pescara) Miniati (Firenze) |

|                               |            |                                 |
| Raivio 19 Lynch 17 Montano 14 | Punti      | 23 Ogide 20 Hall 13 Santiangeli |
| Raivio 8                      | Assist     | 3 Santiangeli                   |
| Raivio 14                     | Rimbalzi   | 14 Hall                         |
| Davide Villa                  | Allenatori | Gabriele Ceccarelli             |

| Arbitri: | Terranova (Ferrara) Costa (Livorno) Maschietto (Treviso) |

|                                              |            |                                      |
| Santiangeli 27 Ogide 18 Gasparin, Piccoli 11 | Punti      | 18 Mouaha 15 De Fabritiis 10 Pierich |
| Hall 6                                       | Assist     | 2 Canka                              |
| Ogide 11                                     | Rimbalzi   | 8 Lattin                             |
| Gabriele Ceccarelli                          | Allenatori | Germano D'Arcangeli                  |

| Arbitri: | Pierantozzi (Ascoli Piceno) Gagno (Spresiano) Caruso (Milano) |

|                                   |            |                                                   |
| Cromer 21 Beverly 14 Antonutti 13 | Punti      | 21 Ogide, Santiangeli 14 Hall 8 Molinaro, Piccoli |
| Amato 7                           | Assist     | 7 Hall                                            |
| Zilli 11                          | Rimbalzi   | 6 Gasparin                                        |
| Alessandro Ramagli                | Allenatori | Gabriele Ceccarelli                               |

| Arbitri: | Scrima (Catanzaro) Saraceni (Zola Predosa) De Biase (Udine) |

|                                |            |                                                   |
| Giachetti 25 Rush 21 Watson 10 | Punti      | 16 Ogide, Piccoli, Hall 12 Santiangeli 5 Gasparin |
| Watson 4                       | Assist     | 2 Hall, Ihedioha, Rota                            |
| Bruttini 10                    | Rimbalzi   | 12 Piccoli                                        |
| Sandro Dell'Agnello            | Allenatori | Gabriele Ceccarelli                               |

| Arbitri: | Dionisi (Fabriano) Morassutti (Sassari) Praticò (Reggio Calabria) |

|                                 |            |                                 |
| Hall 35 Ogide 19 Santiangeli 12 | Punti      | 16 Kennedy 14 Demps 11 Saccaggi |
| Santiangeli 6                   | Assist     | 3 Kennedy, Spanghero            |
| Hall 15                         | Rimbalzi   | 9 Mortellaro                    |
| Gabriele Ceccarelli             | Allenatori | Damiano Cagnazzo                |

##### Girone di ritorno
| Arbitri: | Nuara (Treviso) Valleriani (Ferentino) Centonza (Grottammare) |

|                                  |            |                               |
| Ghersetti 18 Clarke 17 Lawson 12 | Punti      | 16 Santiangeli 8 Hall 7 Ogide |
| Clarke 6                         | Assist     | 4 Hall                        |
| Ghersetti, Lawson 10             | Rimbalzi   | 10 Ogide                      |
| Alessandro Finelli               | Allenatori | Gabriele Ceccarelli           |

| Arbitri: | Foti (Vittuone) Catani (Pescara) Puccini (Genova) |

|                                          |            |                                                    |
| Gasparin, Ogide 21 Santiangeli 18 Hall 8 | Punti      | 17 Thomas, Cucci 14 Bonacini, Serpilli 10 Thompson |
| Gasparin 7                               | Assist     | 5 Bonacini, Marulli                                |
| Hall 9                                   | Rimbalzi   | 7 Serpilli                                         |
| Gabriele Ceccarelli                      | Allenatori | Gennaro Di Carlo                                   |

| Arbitri: | Caforio (Brindisi) Valzani (Milano) Tarascio (Priolo Gargallo) |

|                                       |            |                                    |
| Allen 22 Carlson 21 Hassan, Bianchi 9 | Punti      | 21 Ferguson 14 Hall 13 Santiangeli |
| Giuri 4                               | Assist     | 3 Hall                             |
| Cusin 10                              | Rimbalzi   | 14 Hall                            |
| Ferdinando Gentile                    | Allenatori | Gabriele Ceccarelli                |

| Arbitri: | Bartolomeo (Cellino San Marco) Pecorella (Trani) Del Greco (Verona) |

|                                    |            |                                 |
| Ferguson 50 Santiangeli 15 Hall 10 | Punti      | 22 Morse 20 Taflaj 13 Valentini |
| Santiangeli 9                      | Assist     | 8 Fultz                         |
| Hall, Ihedioha, Molinaro 9         | Rimbalzi   | 9 Valentini                     |
| Gabriele Ceccarelli                | Allenatori | Emanuele Di Paolantonio         |

| Arbitri: | Wassermann (Trieste) Caruso (Milano) Mottola (Taranto) |

|                                       |            |                                    |
| Thomas 30 Marino, Sergio 11 Treier 10 | Punti      | 30 Santiangeli 13 Ferguson 11 Hall |
| Marino 7                              | Assist     | 4 Ferguson                         |
| Thomas 12                             | Rimbalzi   | 6 Hall                             |
| Massimo Cancellieri                   | Allenatori | Gabriele Ceccarelli                |

| Arbitri: | Gonella (Genova) Radaelli (Rho) Morassutti (Sassari) |

|                               |            |                                         |
| Miles 26 Mekowulu 19 Bossi 12 | Punti      | 26 Ferguson 11 Hall 9 Molinaro, Piccoli |
| Miles 4                       | Assist     | 7 Hall                                  |
| Mekowulu 12                   | Rimbalzi   | 11 Hall                                 |
| Fabio Corbani                 | Allenatori | Gabriele Ceccarelli                     |

| Arbitri: | Ursi (Livorno) Scrima (Catanzaro) Praticò (Reggio Calabria) |

|                                 |            |                                |
| Hall 25 Ferguson 20 Ihedioha 13 | Punti      | 25 Jones 18 Rosselli 10 Loschi |
| Hall, Gasparin, Ferguson 3      | Assist     | 3 Tomassini, Hasbrouck, Jones  |
| Hall 16                         | Rimbalzi   | 13 Jones                       |
| Gabriele Ceccarelli             | Allenatori | Andrea Diana                   |

| Arbitri: | Pierantozzi (Ascoli Piceno) Yang Yao (Vigasio) Centonza (Grottammare) |

|                                 |            |                                    |
| Wiggs 16 Campbell 15 Fantoni 13 | Punti      | 21 Santiangeli 19 Ferguson 12 Hall |
| Baldassarre 4                   | Assist     | 3 Gasparin, Ferguson, Piccoli      |
| Fantoni 9                       | Rimbalzi   | 10 Hall                            |
| Spiro Leka                      | Allenatori | Gabriele Ceccarelli                |

| Arbitri: | Gagliardi (Anagni) Calella (Bologna) De Biase (Udine) |

|                                    |            |                                           |
| Ferguson 24 Hall 18 Santiangeli 11 | Punti      | 14 Sabatini, Lynch 11 Benevelli 10 Piunti |
| Hall 6                             | Assist     | 11 Sabatini                               |
| Hall 17                            | Rimbalzi   | 8 Lynch                                   |
| Gabriele Ceccarelli                | Allenatori | Davide Villa                              |

| Arbitri: | Foti (Vittuone) Chersicla (Oggiono) Barbiero (Milano) |

|                                        |            |                                    |
| Rodríguez 26 Giordano 14 M. Nikolic 13 | Punti      | 24 Ferguson 20 Santiangeli 16 Hall |
| Rodríguez 6                            | Assist     | 5 Gasparin                         |
| L. Nikolić 8                           | Rimbalzi   | 13 Hall                            |
| Germano D'Arcangeli                    | Allenatori | Gabriele Ceccarelli                |

| Arbitri: | Cappello (Porto Empedocle) Saraceni (Zola Predosa) Lupelli (Aprilia) |

|                                             |            |                               |
| Ferguson 15 Hall, Santiangeli 10 Molinaro 8 | Punti      | 23 Cromer 15 Amato 11 Beverly |
| Hall, Gasparin, Ferguson 3                  | Assist     | 7 Amato                       |
| Hall 8                                      | Rimbalzi   | 10 Beverly                    |
| Alberto Martelossi                          | Allenatori | Alessandro Ramagli            |

## Statistiche
Aggiornate al 16 febbraio 2020.

### Andamento in campionato
| Giornata  | 1  | 2 | 3  | 4 | 5 | 6 | 7 | 8 | 9 | 10 | 11 | 12 | 13 | 14 | 15 | 16 | 17 | 18 | 19 | 20 | 21 | 22 | 23 | 24 | 25 | 26 |
| --------- | -- | - | -- | - | - | - | - | - | - | -- | -- | -- | -- | -- | -- | -- | -- | -- | -- | -- | -- | -- | -- | -- | -- | -- |
| Luogo     | C  | T | C  | T | C | C | T | C | T | C  | T  | T  | C  | T  | C  | T  | C  | T  | T  | C  | T  | C  | T  | C  | C  | T  |
| Risultato | P  | V | P  | V | P | V | V | V | P | V  | V  | P  | V  | P  | P  | P  | V  | P  | P  | V  | P  | P  | P  | P  | -  | -  |
| Posizione | 14 | 9 | 12 | 9 | 9 | 7 | 7 | 4 | 4 | 5  | 3  | 6  | 4  | 4  | 5  | 9  | 5  | 6  | 7  | 7  | 7  | 8  | 8  | 8  | -  | -  |

Legenda:

Luogo: C = Casa; T = Trasferta. Risultato: V = Vittoria; N = Pareggio; P = Sconfitta.

### Statistiche di squadra
| Competizione | Punti | In casa | In casa | In casa | In casa | In casa | In trasferta | In trasferta | In trasferta | In trasferta | In trasferta | Totale | Totale | Totale | Totale | Totale | Totale |
| Competizione | Punti | G       | V       | P       | Ptf     | Pts     | G            | V            | P            | Ptf          | Pts          | G      | V      | P      | Ptf    | Pts    | Diff.  |
| ------------ | ----- | ------- | ------- | ------- | ------- | ------- | ------------ | ------------ | ------------ | ------------ | ------------ | ------ | ------ | ------ | ------ | ------ | ------ |
| Supercoppa   | 2     | 1       | 1       | 0       | 84      | 79      | 2            | 0            | 2            | 134          | 161          | 3      | 1      | 2      | 218    | 240    | -22    |
| Serie A2     | 20    | 12      | 6       | 6       | 920     | 943     | 12           | 4            | 8            | 878          | 935          | 24     | 10     | 14     | 1798   | 1878   | -80    |
| Totale       | -     | 13      | 7       | 6       | 1004    | 1022    | 14           | 4            | 10           | 1012         | 1096         | 27     | 11     | 16     | 2016   | 2118   | -102   |

### Statistiche dei giocatori

#### In Supercoppa
| Nome               | G | Pun | Min | Falli | Falli | Tiri da 2 | Tiri da 2 | Tiri da 2 | Tiri da 3 | Tiri da 3 | Tiri da 3 | Tiri Liberi | Tiri Liberi | Tiri Liberi | Rimbalzi | Rimbalzi | Rimbalzi | Stop | Stop | Palle | Palle | Ass | Val | OER  |
| Nome               | G | Pun | Min | C     | S     | R         | T         | %         | R         | T         | %         | R           | T           | %           | O        | D        | T        | D    | S    | P     | R     | Ass | Val | OER  |
| ------------------ | - | --- | --- | ----- | ----- | --------- | --------- | --------- | --------- | --------- | --------- | ----------- | ----------- | ----------- | -------- | -------- | -------- | ---- | ---- | ----- | ----- | --- | --- | ---- |
| Fabio Montanari    | 3 | 0   | 6   | 1     | 0     | 0         | 1         | 0         | 0         | 0         | 0         | 0           | 0           | 0           | 0        | 1        | 1        | 0    | 0    | 0     | 0     | 0   | -1  | 0,00 |
| Jazzmarr Ferguson  | 3 | 39  | 92  | 4     | 10    | 10        | 22        | 45        | 5         | 19        | 26        | 4           | 6           | 67          | 1        | 4        | 5        | 0    | 0    | 8     | 6     | 8   | 28  | 0,75 |
| Andy Ogide         | 3 | 49  | 91  | 9     | 11    | 9         | 19        | 47        | 6         | 16        | 38        | 13          | 14          | 93          | 3        | 11       | 14       | 0    | 1    | 5     | 0     | 1   | 39  | 0,94 |
| Lorenzo Molinaro   | 3 | 14  | 71  | 12    | 7     | 5         | 6         | 83        | 0         | 3         | 0         | 4           | 6           | 67          | 5        | 13       | 18       | 1    | 0    | 2     | 4     | 4   | 28  | 1,00 |
| Eugenio Rota       | 3 | 16  | 47  | 6     | 7     | 2         | 4         | 50        | 3         | 5         | 60        | 3           | 4           | 75          | 6        | 1        | 7        | 0    | 1    | 3     | 0     | 3   | 18  | 1,14 |
| Giovanni Gasparin  | 3 | 33  | 83  | 7     | 7     | 5         | 12        | 42        | 7         | 10        | 70        | 2           | 2           | 100         | 3        | 5        | 8        | 1    | 2    | 7     | 1     | 6   | 30  | 1,10 |
| Matteo Piccoli     | 3 | 16  | 56  | 12    | 8     | 2         | 3         | 67        | 2         | 10        | 20        | 6           | 6           | 100         | 4        | 9        | 13       | 1    | 0    | 3     | 4     | 1   | 19  | 0,84 |
| Francesco Ihedioha | 0 | 0   | 0   | 0     | 0     | 0         | 0         | 0         | 0         | 0         | 0         | 0           | 0           | 0           | 0        | 0        | 0        | 0    | 0    | 0     | 0     | 0   | 0   | 0,00 |
| Lorenzo Turini     | 3 | 12  | 59  | 6     | 1     | 3         | 4         | 75        | 2         | 7         | 29        | 0           | 1           | 0           | 2        | 7        | 9        | 0    | 0    | 0     | 0     | 2   | 11  | 1,04 |
| Lorenzo Cremaschi  | 2 | 2   | 2   | 0     | 0     | 1         | 1         | 100       | 0         | 0         | 0         | 0           | 0           | 0           | 0        | 0        | 0        | 0    | 0    | 0     | 0     | 0   | 2   | 2,00 |
| Marco Santiangeli  | 3 | 37  | 92  | 7     | 17    | 7         | 15        | 47        | 3         | 17        | 18        | 14          | 18          | 78          | 1        | 5        | 6        | 0    | 2    | 9     | 2     | 4   | 22  | 0,74 |
| Stipe Jelic        | 1 | 0   | 1   | 0     | 0     | 0         | 0         | 0         | 0         | 0         | 0         | 0           | 0           | 0           | 0        | 0        | 0        | 0    | 0    | 0     | 0     | 0   | 0   | 0,00 |

#### In campionato
| Nome                 | G  | Pun | Min | Falli | Falli | Tiri da 2 | Tiri da 2 | Tiri da 2 | Tiri da 3 | Tiri da 3 | Tiri da 3 | Tiri Liberi | Tiri Liberi | Tiri Liberi | Rimbalzi | Rimbalzi | Rimbalzi | Stop | Stop | Palle | Palle | Ass | Val | OER  |
| Nome                 | G  | Pun | Min | C     | S     | R         | T         | %         | R         | T         | %         | R           | T           | %           | O        | D        | T        | D    | S    | P     | R     | Ass | Val | OER  |
| -------------------- | -- | --- | --- | ----- | ----- | --------- | --------- | --------- | --------- | --------- | --------- | ----------- | ----------- | ----------- | -------- | -------- | -------- | ---- | ---- | ----- | ----- | --- | --- | ---- |
| Massimiliano Ferraro | 9  | 3   | 44  | 3     | 2     | 0         | 2         | 0         | 1         | 8         | 12        | 0           | 0           | 0           | 1        | 7        | 8        | 0    | 0    | 3     | 0     | 1   | -1  | 0,23 |
| Fabio Montanari      | 4  | 3   | 3   | 1     | 2     | 0         | 0         | 0         | 0         | 0         | 0         | 3           | 4           | 75          | 0        | 1        | 1        | 0    | 0    | 0     | 0     | 0   | 4   | 1,50 |
| Jazzmarr Ferguson    | 17 | 368 | 598 | 38    | 75    | 62        | 126       | 49        | 63        | 153       | 41        | 55          | 63          | 87          | 3        | 55       | 58       | 0    | 9    | 36    | 24    | 53  | 327 | 1,04 |
| Cristiano Faragalli  | 1  | 0   | 1   | 0     | 0     | 0         | 0         | 0         | 0         | 0         | 0         | 0           | 0           | 0           | 0        | 1        | 1        | 0    | 0    | 1     | 0     | 0   | 0   | 0,00 |
| Andy Ogide           | 9  | 134 | 219 | 24    | 30    | 28        | 56        | 50        | 19        | 57        | 33        | 21          | 29          | 72          | 8        | 39       | 47       | 2    | 2    | 15    | 8     | 6   | 112 | 0,93 |
| Lorenzo Molinaro     | 24 | 113 | 423 | 67    | 26    | 42        | 90        | 47        | 7         | 19        | 37        | 8           | 22          | 36          | 36       | 48       | 84       | 12   | 1    | 28    | 7     | 19  | 91  | 0,76 |
| Eugenio Rota         | 22 | 50  | 201 | 33    | 20    | 11        | 21        | 52        | 7         | 29        | 24        | 7           | 16          | 44          | 7        | 13       | 20       | 0    | 2    | 5     | 6     | 12  | 27  | 0,77 |
| Giovanni Gasparin    | 24 | 191 | 741 | 69    | 47    | 41        | 81        | 51        | 22        | 75        | 29        | 43          | 51          | 84          | 23       | 63       | 86       | 1    | 9    | 38    | 22    | 58  | 184 | 0,84 |
| Marco Ammannato      | 4  | 13  | 55  | 13    | 4     | 4         | 10        | 40        | 1         | 3         | 33        | 2           | 6           | 33          | 3        | 3        | 6        | 2    | 1    | 5     | 0     | 1   | -5  | 0,59 |
| Matteo Piccoli       | 24 | 118 | 520 | 84    | 46    | 22        | 45        | 49        | 17        | 51        | 33        | 23          | 32          | 72          | 30       | 52       | 82       | 5    | 3    | 19    | 33    | 26  | 135 | 0,88 |
| Francesco Ihedioha   | 24 | 108 | 403 | 58    | 25    | 37        | 77        | 48        | 7         | 19        | 37        | 15          | 26          | 58          | 39       | 41       | 80       | 3    | 5    | 22    | 18    | 12  | 98  | 0,79 |
| Lorenzo Turini       | 9  | 20  | 53  | 3     | 2     | 6         | 7         | 86        | 2         | 6         | 33        | 2           | 2           | 100         | 0        | 3        | 3        | 0    | 0    | 2     | 0     | 2   | 17  | 1,25 |
| Lorenzo Cremaschi    | 1  | 0   | 1   | 1     | 0     | 0         | 0         | 0         | 0         | 0         | 0         | 0           | 0           | 0           | 0        | 0        | 0        | 0    | 0    | 0     | 0     | 0   | -1  | 0,00 |
| Marco Santiangeli    | 24 | 369 | 798 | 70    | 135   | 67        | 136       | 49        | 45        | 163       | 28        | 100         | 133         | 75          | 12       | 60       | 72       | 0    | 11   | 58    | 15    | 64  | 291 | 0,85 |
| Mike Hall            | 21 | 309 | 726 | 45    | 72    | 67        | 132       | 51        | 41        | 142       | 29        | 52          | 65          | 80          | 50       | 173      | 223      | 4    | 0    | 38    | 24    | 74  | 444 | 0,90 |
| Stipe Jelic          | 2  | 0   | 2   | 0     | 0     | 0         | 0         | 0         | 0         | 0         | 0         | 0           | 0           | 0           | 0        | 0        | 0        | 0    | 0    | 0     | 0     | 0   | 0   | 0,00 |